# Stockholm (2018)
Stockholm (bra: Estocolmo; prt: Síndrome de Estocolmo) é um filme estadunidense de 2018, dos gêneros comédia dramática biográfico-criminal e suspense, roteirizado, produzido e dirigido por Robert Budreau. É estrelado por Ethan Hawke, Noomi Rapace, Mark Strong, Christopher Heyerdahl, Bea Santos e Thorbjørn Harr. O filme estreou no Tribeca Film Festival em 19 de abril de 2018, e foi lançado em 12 de abril de 2019, pela Smith Global Media. O filme é vagamente baseado na história real do assalto de Norrmalmstorg, em 1973, e da crise dos reféns em Estocolmo.

## Elenco
- Noomi Rapace como Bianca Lind
- Ethan Hawke como Kaj Hansson / Lars Nystrom
- Mark Strong como Gunnar Sorensson
- Christopher Heyerdahl como Chefe Mattsson
- Bea Santos como Klara Mardh
- Mark Rendall como Elov Eriksson
- Ian Matthews como Detetive Vinter
- John Ralston como Detetive Jackobsson
- Shanti Roney como Olof Palme
- Christopher Wagelin como Vincent
- Thorbjørn Harr como Christopher Lind

## Recepção

### Bilheteria
Stockholm arrecadou US$ 302.085 nos Estados Unidos e Canadá e US$ 837.396 no exterior, no total de US$ 1.139.481.

### Resposta da critica
No agregador de críticas Rotten Tomatoes, o filme tem um índice de aprovação de 71%, baseado em 85 resenhas, com uma classificação média de 6/10. O consenso do site diz: “Stockholm não pode fazer justiça aos seus temas ou aos eventos da vida real que dramatiza, mas um toque leve e um elenco bem escolhido mantêm os resultados finais consistentemente divertidos.” No Metacritic, o filme tem uma classificação de 54 em 100, com base em 18 críticos, indicando “críticas mistas ou médias”.

### Prêmios e indicações
| Prêmio                                      | Data da cerimônia     | Categoria                                                 | Destinatário(s)           | Resultado | Ref(s)        |
| ------------------------------------------- | --------------------- | --------------------------------------------------------- | ------------------------- | --------- | ------------- |
| Canadian Screen Awards                      | 31 de março de 2019   | Melhor Roteiro Adaptado                                   | Roberto Budreau           | Venceu    | [ 10 ] [ 11 ] |
| Canadian Screen Awards                      | 31 de março de 2019   | Melhor Figurino                                           | Lea Carlson               | Indicado  | [ 10 ] [ 11 ] |
| Canadian Screen Awards                      | 31 de março de 2019   | Melhor Edição                                             | Ricardo Comeau            | Indicado  | [ 10 ] [ 11 ] |
| Canadian Screen Awards                      | 31 de março de 2019   | Melhor Edição de Som                                      | Lee Walpole e Thomas Huhn | Indicado  | [ 10 ] [ 11 ] |
| Canadian Screen Awards                      | 31 de março de 2019   | Conquista no Cabelo                                       | Peggy Kyriakidou          | Venceu    | [ 10 ] [ 11 ] |
| Canadian Screen Awards                      | 31 de março de 2019   | Conquista em Efeitos Visuais                              | Fredrik Nord              | Indicado  | [ 10 ] [ 11 ] |
| Canadian Society of Cinematographers Awards | 23 de março de 2019   | Cinematografia de Filmes em Longa-Metragem                | Brendan Steak             | Venceu    | [ 12 ]        |
| Directors Guild of Canada Awards            | 26 de outubro de 2019 | Excelente Conquista de Direção de Filme em Longa-Metragem | Roberto Budreau           | Venceu    | [ 13 ]        |